# Elecciones regionales de Venezuela de 2008
Las elecciones regionales y locales de Venezuela de 2008 se realizaron el domingo 23 de noviembre de 2008. Eligiendo a los gobernadores de los estados, alcaldes de los municipios y a los legisladores de los Consejos Legislativos Estadales, conocidos de manera errónea como diputados regionales, todos los cargos optarán para el período 2008-2012. Fueron las séptimas elecciones regionales realizadas en Venezuela y las terceras desde la aprobación de la Constitución de 1999. Dentro de los cargos sufragados se encontraban las alcaldías del Distrito Metropolitano de Caracas y el Distrito del Alto Apure con sus respectivos cabildos. Los candidatos son adjudicados en sus cargos al obtener mayoría simple. 
Para estas elecciones participaron 17.308 candidatos que optaron para los 603 cargos a nivel nacional. El número de partidos políticos nacionales postulantes fue 59, mientras que los regionales sumaron 236, para un total de 295 organizaciones políticas, además de 491 grupos de electores (de alcance municipal).
Los únicos cargos regionales que no fueron sujetos a votación en estos comicios fueron los Concejos Municipales, las Juntas Parroquiales (división político-administrativa de menor rango de Venezuela), la gobernación del Estado Amazonas y de los 335 municipios venezolanos en 9 de ellos no se realizaron elecciones por elegirse sus autoridades luego de las elecciones regionales de 2004, a saber municipios Achaguas del Estado Apure, Miranda del Estado Carabobo y Manuel Monge del Estado Yaracuy, por ser electas sus autoridades en 2005, así como en los municipios Carrizal del Estado Miranda, Nirgua del Estado Yaracuy, Miranda del Estado Trujillo y Miranda del Estado Zulia que se realizaron en 2006, mientras que en los municipios Alto Orinoco del Estado Amazonas y Catatumbo del Estado Zulia se realizaron elecciones en 2007.[cita requerida]
Los resultados pueden ser consultados en Resultados de las elecciones regionales de Venezuela de 2008.

## Inhabilitaciones
A finales de febrero el contralor general de la República, Clodosbaldo Russián, dio a conocer al CNE una lista de personas inhabilitadas que no podrán aspirar a cargo alguno para las elecciones regionales de 2008 basándose en el artículo 105 de la Ley Orgánica de la Contraloría General de la República y del Sistema Nacional de Control Fiscal. Entre los inhabilitados se encontraba el precandidato a la Alcaldía Metropolitana de Caracas, Leopoldo López, y los precandidatos a las gobernaciones de Anzoátegui, Miranda y Táchira, Antonio Barreto Sira, Enrique Mendoza y William Méndez respectivamente, así como otros aspirantes a alcaldías entre ellos Oscar Pérez, este último aseguró que el contralor no tiene competencia para suspender a estos ya que sólo se puede aplicar el artículo 64 de la Constitución Nacional. López por su parte dijo que la medida no lo afecta ya que según él sólo se puede inhabilitar mediante una sentencia definitivamente firme dictada por un tribunal, la oposición venezolana consideró la lista como una represalia política contra ese sector. El contralor respondió diciendo que en esa lista también se encontraban personas vinculadas al oficialismo.
Durante los primeros días de noviembre la Sala Electoral del Tribunal Suprema de Justicia (TSJ) anunció la inhabilitación política del exgobernador y candidato opositor a la gobernación de Yaracuy, Eduardo Lapi. Para los opositores la medida tomada contra Lapi responde a un supuesto plan del gobierno de Chávez para evitar perder en las elecciones regionales en las principales circunscripciones donde no se ven ampliamente favorecidos; según los principales partidos opositores, la medida de inhabilitación también sería extendida a las candidaturas a gobernador de Henrique Capriles en Miranda y Henrique Salas Feo en Carabobo, así como la del candidato a alcalde de Maracaibo Manuel Rosales.

## Coaliciones

### Oficialistas
Formación de la alianza
Alianza Patriótica
Los partidos políticos oficialistas Patria Para Todos (PPT), Partido Comunista de Venezuela (PCV) e Izquierda Unida se mostraron favorables a la conformación de una coalición progubernamental como el Polo Patriótico, el cual llevó a Hugo Chávez a la presidencia de la República en las elecciones presidenciales de 1998. Chávez también manifestó su apoyo a la conformación de una plataforma "revolucionaria" como el Polo Patriótico para presentarse en las elecciones regionales, durante el Congreso Fundacional del Partido Socialista Unido de Venezuela (PSUV) manifestó su preocupación de perder importantes alcaldías y gobernaciones venezolanas, especialmente las de la zona central del país, el PSUV también se mostró a favor de conseguir fórmulas unitarias para esas elecciones.
El PPT presentó algunas precandidaturas regionales, sin que ello implicase que luego debieran declinar algunas de ellas con la futura conformación del Polo Patriótico, el PCV anunció que también presentarían precandidaturas y que luego se plegarían a una "alianza patriótica revolucionaria" con el PSUV y el PPT.
El presidente Chávez exigió en su programa Aló Presidente N.º 302 la expulsión de aquellos que se presentaran como precandidatos del PSUV, porque éstos serían un factor divisionista, declaró que “hay que acusarlos de traidores a la revolución, porque están detrás de proyectos personales”.[cita requerida] Chávez destacó lo importante de ganar estas elecciones ya que según él de ganar la oposición las gobernaciones y alcaldías claves se produciría una guerra, advirtiendo que «[...] si ello llegara a ocurrir y logran montar allí gobernadores y alcaldes, el próximo paso es la guerra, porque ellos vienen por mí, sería de nuevo el cuadro del once de abril». A finales de febrero Chávez acusó a la oposición de recibir dinero de Estados Unidos para financiar su campaña.[cita requerida] El 4 de mayo de 2008 cuando se celebraba el Referéndum autonómico en Bolivia Chávez anunció un supuesto plan de la oposición para crear un movimiento separatista luego de ganar algunas gobernaciones, afirmando que incluiría los Estados Zulia, Táchira, Mérida, Barinas y Apure además del Distrito Metropolitano de Caracas, Miranda, Carabobo, Aragua y Vargas.
El 29 de febrero de ese año es lanzada oficialmente la plataforma de la coalición oficialista, la Alianza Patriótica, integrada por el PSUV, PPT, PCV, MEP, UPV, Gente Emergente e IPCN, aunque luego otros partidos minoritarios como Joven se sumaron a las conversaciones de la alianza.
Las reuniones de la Alianza Patriótica fueron interrumpidas de manera constante por parte del PSUV, que decidió no presentarse a las mismas, sin embargo, ese partido decidió cambiar el vocero Alberto Müller Rojas por Diosdado Cabello, Con la llegada de Cabello como vocero oficial de los socialistas comenzaron las reuniones en el mes de agosto. El 13 de agosto el nuevo vocero del PSUV anunció que la Alianza había decidió desvincular a los partidos MEP y Joven de la coalición por ser cuestionable la integridad política y moral de ciertos candidatos a los que estas organizaciones habían dado su apoyo político, pero señaló que estos partidos se reintegrarían de nuevo al solucionar esos "problemas". El 1 de octubre el partido Gente Emergente es expulsado de la Alianza Patriótica por iniciativa de UPV y el PSUV, por mantener supuestos lazos con la oposición venezolana, el único partido de la coalición que rechazo a esa acción fue PPT, para entonces todavía se mantenían las sanciones contra el MEP y Joven. Una semana después de la expulsión de Gente Emergente, el PSUV decidió que ese partido debía retirar todas sus tarjetas que respaldaran a candidatos psuvistas.
La Alianza Patriótica sufrió otra fractura el 11 de octubre, cuando Hugo Chávez acusó al PPT y al PCV de ser contrarrevolucionarios, mentirosos, desleales y divisionistas, por presentar candidaturas paralelas en algunas circunscripciones electorales a las del PSUV y por no fusionarse (en el PSUV), del cual Chávez es presidente, por tales razones dijo en un discurso en la ciudad de Valera que «el PCV dejó de apoyar a Chávez hace tiempo, que sigan su camino. El PPT dejó de apoyar a Chávez, que sigan su camino. ¡No tengo nada que ver con ellos! [...]», y además les vaticinó que desaparecerían del mapa político venezolano. Ambas organizaciones políticas negaron tales acusaciones.
Candidaturas unitarias
El PSUV discutió a mediados de mayo el método de elección de sus candidatos a las gobernaciones y las alcaldías. y se determinó que el mejor mecanismo sería por medio de elecciones libres y secretas pautadas para el 1 de junio con el apoyo del Consejo Nacional Electoral, lo que permitió que 2.460.000 militantes seleccionaran a los candidatos de ese partido para todos los estados y municipios del país, entre las condiciones para resultar como candidato representante del PSUV se estableció que sobrepasará el 50% de los votos y reflejara una distancia de 15% sobre su más inmediato competidor, los candidatos que no cumplieran con estas dos consideraciones serían llevados a una comisión del partido que elegiría al candidato final. Sólo ocho candidatos debieron ser llevados a dicha comisión dando como resultado que dos de los que habían obtenido el segundo lugar se proclamaran representantes del PSUV para las elecciones de noviembre.
Luego de las primarias del PSUV otros movimientos pro-Chávez como PPT, PCV y UPV anunciaron sus reservas sobre algunos de esos candidatos anunciando que no los apoyarían. Los partidos políticos de la Alianza Patriótica utilizaran la tarjeta de la Unidad de Vencedores Electorales (UVE) para los candidatos nominales a los Consejos Legislativos Estadales.

### Opositores
Formación de la alianza
Unidad Nacional
A comienzos de enero de 2008 algunos partidos políticos opositores manifestaron su voluntad de firmar un acuerdo unitario para presentarse en las elecciones regionales de noviembre de ese año. El 23 de enero en conmemoración de los 50 años del retorno de la democracia a Venezuela se crea la coalición de Unidad Nacional, integrada por los partidos políticos Un Nuevo Tiempo (UNT), Primero Justicia (PJ), Acción Democrática (AD), Copei, MAS, La Causa R, Proyecto Venezuela (PRVZL), Alianza Bravo Pueblo (ABP) y Vanguardia Popular (VP), llegan a un acuerdo comprometiéndose a presentar candidatos conjuntos en todos los estados y municipios del país. Otros partidos políticos que representan la oposición más radical como Alianza Popular, Comando Nacional de la Resistencia y Frente Patriótico denunciaron al inicio que fueron excluidos del acuerdo. Con ese documento denominado Acuerdo de Unidad Nacional esperan buscar candidaturas unitarias para las elecciones regionales además de proponer diez objetivos nacionales de su "visión de país".
Para la oposición esta es una gran oportunidad para recuperar los espacios perdidos en las elecciones regionales 2004, en las cuales sólo pudieron ganar 2 de las 24 gobernaciones en juego. El reto desde el punto de vista opositor será ganar en las regiones en donde la opción "No" del Referéndum constitucional de Venezuela de 2007 salió victoriosa: Zulia, Táchira, Mérida, Lara, Falcón, Carabobo, Distrito Capital, Anzoátegui, Miranda, Nueva Esparta, además de ganar en regiones en donde la diferencia entre esta y la opción gubernamental "SI" fue de menos de 15%: Aragua, Sucre, Bolívar, Yaracuy, Barinas, Guárico, Monagas, cuyos gobernantes serían criticados por sus malas gestiones, o que no pueden optar por la reelección.
Algunas fuentes aseguraron que en un principio el sector opositor intentó conformarse en dos grupos pese al Acuerdo de Unidad Nacional, uno liderado por Un Nuevo Tiempo con el respaldo de Copei y otro liderado por Primero Justicia con el respaldo de Acción Democrática, siendo evidente según los analistas en las aspiraciones a la Alcaldía Metropolitana de Caracas y el Estado Miranda
El 27 de febrero del 2008 se sumaron otras organizaciones políticas al Acuerdo Unitario, siendo: Unión Republicana Democrática (URD), Movimiento Republicano (MR), Visión Emergente (VE), Movimiento Laborista (ML), Fuerza Liberal (FL),  Solidaridad Independiente (SI),  Democracia Renovadora (DR) y el Comando Nacional de la Resistencia (CNR), partidos de ideologías variadas, lo que trajo como consecuencia que el Pacto por la Unidad se convirtiera en una representación de las muy diversas tendencias ideológicas que conforman la oposición venezolana. Luis Ignacio Planas, secretario general de Copei, señaló que dentro de los factores democráticos del país existe la convicción y necesidad de construir una plataforma unitaria de candidatos con los cuales se pueda recuperar espacio para la democracia en el país.
Muchos dirigentes de Podemos manifestaron su apoyo a la presentación de candidaturas conjuntas con La Unidad como Ricardo Gutiérrez, diputado nacional por el Estado Portuguesa y Ernesto Paraqueima, anunciando que apoyarían las candidaturas de la "Oposición democrática" a gobernaciones y alcaldías. Ismael García, Secretario General de Podemos y diputado a la Asamblea Nacional por Aragua, anunció el 29 de abril el apoyo de su partido a candidatos de oposición en los estados Lara y Miranda así como en el Distrito Metropolitano de Caracas para las elecciones regionales.
Candidaturas unitarias
La fecha tope para seleccionar a los candidatos de La Unidad fue el 30 de junio de 2008. Se fijaron los siguientes mecanismos para su escogencia: en primer lugar, el consenso entre partidos, de no llegarse a un acuerdo, se apelará a las encuestas y, en última instancia, se decidiría por elecciones primarias. Durante los primeros meses del año una gran cantidad de precandidatos salieron a la palestra pública, creándose un gran y variado grupo que incluye a dirigentes sociales, gremiales, estudiantiles, añadiéndose a los dirigentes políticos como alcaldes, diputados, legisladores y concejales que buscan la nominación de La Unidad de cara a las elecciones de noviembre. 
Pese al establecimiento de la fecha inicial el primer anuncio de candidatos unitarios de la oposición ocurrió el 22 de julio definiéndose 8 gobernaciones y 103 alcaldías y poco después el 25 de julio se dictó un segundo anuncio para otras 3 gobernaciones y 18 alcaldías. La primera circunscripción donde se optó por el método de elección directa de candidatos opositores fue el Estado Aragua, donde a petición del partido Podemos se realizaron primarias el 27 de julio, en ellas participaron cinco precandidatos y contó con el apoyo de PJ, AD, ABP, CNR, DR, Movimiento Concentración Gente Nueva (MCGN), Opina y el proponente Podemos, quedando también establecido el candidato opositor. El cuarto anuncio de candidaturas unitarias de oposición fue el 30 de julio cuando se determinaron los candidatos para Anzoátegui y Guárico y el quinto anuncio fue el 5 de agosto, día de inicio de las postulaciones en el CNE, con otras cuatro gobernaciones y 26 alcaldías, para un total de 17 gobernaciones y 154 alcaldías a nivel nacional.
Ante la inscripción de nueve candidatos opositores a la gobernación del Táchira, los partidos UNT, Copei y AD así como otras personalidades de ese Estado propusieron la realización de unas elecciones primarias para el 28 de septiembre, siendo las segundas efectuadas por el bloque opositor. Además de elegir al cargo de candidato de la oposición a la gobernación, también se elegirán los cargos a alcaldes de los municipios San Cristóbal, Independencia, Lobatera, Torbes y Panamericano. La diferencia entre estas primarias y las realizadas en el Estado Aragua radican en que las de este último las organizó la ONG Súmate y las de Táchira el Consejo Nacional Electoral.
Los partidos políticos de la Unidad Nacional utilizaran la tarjeta de Unidos para Venezuela (UNPARVE) para los candidatos nominales a los Consejos Legislativos Estadales.

### Disidencia
Los partidos políticos que no se identifican con los grupos pro-Chávez, pro-oposición tradicional o recientemente desvinculados del chavismo por lo general son denominados como disidentes, tercera vía o más informalmente Ni Ni. Durante varias semanas, entre estos se encontró el ex chavista partido Podemos que se autocalificaba como disidente. Sin embargo, posteriormente, el partido se fue acercando a la oposición anunciando que presentaría candidaturas unitarias junto a la oposición en algunas circunscripciones, Podemos también estuvo participando en actos junto a líderes políticos antichavistas como Leopoldo López, de Un Nuevo Tiempo, Raúl Isaías Baduel y Marisabel Rodríguez.
Otro movimiento llamado Nuevo Camino Revolucionario (NCR) liderado por el diputado expulsado del PSUV Luis Tascón y otros dirigentes del chavismo disidentes también expulsados del mismo partido participarán en las elecciones regionales pero no formarán parte de la Alianza Patriótica aunque apoya a algunos de sus candidatos, esta corriente política se identifica con el socialismo pero son identificados como "chavismo sin Chávez", que según los medios de comunicación local tendrían algún impacto en los estados Barinas y Carabobo.
Algunas organizaciones de tercera vía serían el partido nacional Confederación Democrática (Conde), liderado por el empresario y comediante Benjamín Rausseo y los partidos regionales Movimiento Regional de Avanzada (MRA) y Abre Brecha (Abra), liderados por Morel Rodríguez Ávila, gobernador de Nueva Esparta, y el antiguo canciller de Hugo Chávez, Luis Alfonso Dávila, también candidato a gobernador de Anzoátegui, respectivamente.

## Encuestas nacionales
| Encuestadora       | Fuente | Fecha de publicación       | PSUV+MVR | Primero Justicia | Un Nuevo Tiempo | PODEMOS | AD  | COPEI | PPT | Proyecto Venezuela | La Causa R | MAS | PCV | Otro | Independiente/ Ninguno |
| ------------------ | ------ | -------------------------- | -------- | ---------------- | --------------- | ------- | --- | ----- | --- | ------------------ | ---------- | --- | --- | ---- | ---------------------- |
| Varianzas Opinion* |        | 25 de enero de 2008        | 31,4     | 11,0             | 4,5             | 2,5     | 2,0 | 2,3   | 0,6 | 1,7                | 0,5        | 0,3 | 0,2 | 0,2  | 42,9                   |
| IVAD*              |        | 8 al 21 de febrero de 2008 | 31,8     | 6,8              | 3,4             | 2,3     | 3,9 | 2,1   | 1,8 | 1,5                | -          | -   | -   | 3,0  | -                      |

A finales de septiembre de 2008, dos encuestadoras, Keller & Asociados y el Instituto Venezolano de Análisis de Datos (Ivad), arrojaron resultados contradictorios, mientras la primera favorecía a la oposición, la segunda favorece al oficialismo. Sin embargo, ambas coinciden en el porcentaje de electores que están indecisos.
| Encuestadora       | Fuente | Fecha de publicación     | Oficialismo | Oposición | Indeciso |
| ------------------ | --- | ------------------------ | ----------- | --------- | -------- |
| Varianzas Opinion  | Elecciones.net                                                                                                  | 25 de enero de 2008      | 42,1        | 41,5      | 16,4     |
| Keller & Asociados | Agencia EFE (enlace roto disponible en Internet Archive; véase el historial, la primera versión y la última).   | 26 de septiembre de 2008 | 34,0        | 38,0      | 23,0     |
| IVAD               | Prensa Latina (enlace roto disponible en Internet Archive; véase el historial, la primera versión y la última). | 20 de octubre de 2008    | 43,0        | 30,4      | 26,5     |
| GIS XXI            | Miami Herald (enlace roto disponible en Internet Archive; véase el historial, la primera versión y la última).  | 6 de noviembre de 2008   | 45,2        | 26,9      | 27,9     |

A inicios de noviembre, el Grupo de Investigación Social GIS XXI, al mando del exministro Nelson Merentes, declaró que el oficialismo contaba con 45.2% de intención de voto, contra el 26.9% de la oposición. La encuestadora también aseguró que existía una alta posibilidad de que la oposición ganase en dos estados, sin especificar cuales eran, y una posibilidad media de que venciese en otros cuatro más. El resto de los estados serían gobernados por candidatos afines al Presidente Chávez.
En la primera semana de noviembre, el director de la encuestadora Datanálisis, Luis Vicente León, aseguró que el oficialismo ganaría con facilidad en los estados Monagas, Cojedes, Lara, Falcón, Apure, Trujillo y Vargas. Respecto a la oposición, declaró que ganarían en Zulia, Carabobo, Nueva Esparta y Sucre. Estos dos bandos estarían disputándose todavía las gobernaciones de Táchira, Mérida, Bolívar, Estado Anzoátegui y Miranda. También aclaró que el oficialismo todavía estaría luchando por el control regional de Portuguesa, Barinas y Guárico, pero no con la oposición, sino con la disidencia. Se negó a emitir una opinión respecto a la Alcaldía Mayor de Caracas, pero aseguró que la oposición contaba con fuerza en todos los municipios de Caracas, excepto el Municipio Libertador, donde ganaba el candidato del gobierno. No emitió declaraciones respecto a Aragua y Delta Amacuro.
Por otro lado, el director de la encuestadora Hinterlaces, Oscar Schemel, declaró que los candidatos del chavismo obtendrían las gobernaciones de Aragua, Falcón, Mérida, Miranda, Lara y Vargas. Además pronosticó una victoria opositora en Bolívar, Carabobo, Guárico, Nueva Esparta, Sucre, Táchira, Yaracuy y Zulia. Al igual que Datanálisis, no ofreció datos sobre la Alcaldía Mayor de Caracas, pero tampoco se pronunció respecto a las gobernaciones de Apure, Barinas, Cojedes, Delta Amacuro, Monagas, Portuguesa y Trujillo.

## Candidatos regionales, distritales y municipales
Las normativas para la inscripción de candidatos y candidatas fueron dictadas en la resolución N.º 080721-658 del Consejo Nacional Electoral.